# Rosemarie Tüpker
Rosemarie Tüpker (* 15. Februar 1952 in Korschenbroich) ist eine deutsche Musiktherapeutin und Musikwissenschaftlerin.

## Leben und Werk
Tüpker studierte zunächst Klavier und Schlagzeug an der Musikhochschule Köln und anschließend Psychologie, Philosophie und Musikwissenschaft mit direktem Abschluss des Studiums durch Promotion an der Universität zu Köln. Noch während der Zeit des Studiums nahm sie an der ersten Ausbildung für Musiktherapeuten (Mentorenkurs Musiktherapie Herdecke) von 1978 bis 1980 teil und arbeitete dann in der stationären psychotherapeutischen Versorgung.
Sie ist Schülerin von Wilhelm Salber und Jobst Fricke und Mitbegründerin des Instituts für Musiktherapie und Morphologie (IMM) zusammen mit Eckhard Weymann, Tilmann Weber und Frank Grootaers, das aus der Forschungsgruppe Musiktherapie und Morphologie entstand und Seminare sowie eine morphologische Weiterbildung initiierte. Die morphologische Musiktherapie versteht sich als eine tiefenpsychologische und kunstanaloge Sichtweise auf musiktherapeutische Prozesse, ohne den Anspruch eines eigenen Behandlungsverfahrens zu erheben. Die Forschungsgruppe entwickelte Konzepte zur Analyse musiktherapeutischer Improvisationen und Behandlungsverläufe.
Von 1990 bis 2017 leitete Tüpker den Diplomstudiengang Musiktherapie und den Masterstudiengang Klinische Musiktherapie an der Westfälischen Wilhelms-Universität Münster. Seit 2005 ist sie habilitiert mit der venia legendi Musik in Rehabilitation und Therapie. Seit Herbst 2017 ist sie im Ruhestand. Sie betreut weiterhin den Promotionsstudiengang Musiktherapie an der Universität Münster und ist Mitherausgeberin der Reihe Wissenschaftliche Grundlagen der Künstlerischen Therapien.
Forschungsschwerpunkte sind die Themen Musik in Märchen, qualitative Forschungsmethoden künstlerischer Therapien sowie Themen der Musiktherapie und der Musikpsychologie aus morphologischer und psychoanalytischer Perspektive.
In dem 2011 erschienenen Werk Musik im Märchen legte Tüpker die Ergebnisse einer mehr als zehnjährigen Forschung zu Vorkommen und Bedeutung von Musik in europäischen Volksmärchen vor.  Dabei wurden kulturhistorische, musikwissenschaftliche und psychologische Fragestellungen anhand des Vergleichs von über dreihundert Märchen untersucht. Neben Aussagen zu den verwendeten Musikinstrumenten, zur Auffassung von Musik als Beruf, zu unterschiedlichen Märchentraditionen, typischen Spielsituationen und zur Genderfrage wurde eine Typisierung der Motivik vorgestellt, die inhaltsanalytisch aus dem Textmaterial der Märchen entwickelt wurde. Die gefundenen Typen sind benannt als: Musik als äußerlich und innerlich Bewegende, Entstehung eines seelischen Raums, Musik als Verbindende zweier Welten, Musik als das Fremde, Musik als Begehrte, Musik und Heilung, Musik verwandelt, Musik als Zeugin, Musik und Identität. Dabei werden auch Bezüge zum heutigen Musikverständnis hergestellt. Eine eingehendere tiefenpsychologische Analyse widmet sich dem Grimmschen Märchen: Das Eselein und zwei Märchen der Sinti und Roma: Die Erschaffung der Geige und Der Sohn kämpft gegen den Vater. Die Untersuchungen zeigen die Vielfalt des Musikbegriffs in Märchen und die deutlichen Spuren kulturhistorischer Veränderungen. Das abschließende Register der 329 untersuchten Märchen stellt die bislang umfassendste Sammlung europäischer Märchen, in denen Musik vorkommt, dar.
Theoretischen Hintergrund der Untersuchung bildeten neben der Psychologischen Morphologie Wilhelm Salbers und der Psychoanalyse nach Sigmund Freud und Carl Gustav Jung, die neueren psychoanalytischen Konzepte der Entwicklungspsychologie, der Selbstpsychologie und der Kulturtheorie.
Ihr erstmals 1988 erschienenes Buch Ich singe, was ich nicht sagen kann. Zu einer morphologischen Grundlegung der Musiktherapie. fand 2023 Eingang in den Literaturkompass Musiktherapie. Es sei ein Lehrbuch der Morphologischen Musiktherapie, erinnere an „die 'alte' Kunst der Einzelfallstudie“  und gebe Denkanstöße für qualitativ Forschende wie für die Praxis, insbesondere im Hinblick auf die in der Musiktherapie selten gewordenen längeren Therapieverläufe sowie zur Dynamik der Heimerziehung und Identitätsentwicklung von Kindern und Jugendlichen.

## Ausgewählte Publikationen
- Gruppenimprovisation. Spielformen aus der Musiktherapie. BoD, Norderstedt 2024, ISBN 978-3-7597-1182-3
- Märchen von nah und fern. Einfach erzählt für die Arbeit in sozialen Kontexten. Waxmann, Münster 2020, ISBN 978-3-8309-4206-1
- Spielräume der Musiktherapie. (Hg.) Reichert-Verlag, Wiesbaden 2019, ISBN 978-3-95490-392-4
- mit Harald Gruber (Hg.): Spezifisches und Unspezifisches in den Künstlerischen Therapien. HPB University Press, Berlin, Hamburg 2017, ISBN 978-3-7450-8826-7
- Ich singe, was ich nicht sagen kann. Zu einer morphologischen Grundlegung der Musiktherapie. Kölner Beiträge zur Musikforschung Band 152, Bosse, Regensburg 1988. 3. überarb. u. erw. Auflage 2013, ISBN 978-3-7322-5411-8
- Musik im Märchen. Reichert Verlag, Wiesbaden 2011, ISBN 978-3-89500-839-9
- mit Peter Petersen und Harald Gruber (Hrsg.) Forschungsmethoden Künstlerischer Therapien. Reichert-Verlag Wiesbaden 2011, ISBN 978-3-89500-830-6
- Durch Musik zur Sprache. Handbuch. Books on Demand, Norderstedt 2009, ISBN 978-3-8370-6948-8[11]
- Durch Musik zur Sprache – Neue Spiele. Ergänzungsband. Books on Demand, Norderstedt 2020, ISBN 978-3-7519-7018-1
- mit Bernd Reichert: Morphologische Musiktherapie mit Kindern. In: Stiff/Tüpker (Hg.): Kindermusiktherapie – Richtungen und Methoden. Vandenhoeck & Ruprecht, Göttingen 2007, S. 142–174. ISBN 978-3-525-49105-8
- mit Armin Schulte (Hrsg.): Tonwelten: Musik zwischen Kunst und Alltag. Zur Psycho-Logik musikalischer Ereignisse. Psychosozial-Verlag, Gießen 2006, ISBN 978-3-89806-466-8

## Auszeichnungen
- 2019 Wildweibchenpreis[12]